# Ordovics
Els ordovics (llatí Ordovices) foren un poble celta de la costa occidental de Britànnia, enfront de l'illa Mona, al nord-oest del modern Gal·les. Foren l'última tribu gal·lesa que se sotmeté als romans. El nom del període Ordovicià fou escollit perquè les roques utilitzades per descriure'l es troben a l'antic territori dels ordovics al nord de Gal·les.